# 黑體磯塘鱧
黑體磯塘鱧，为輻鰭魚綱虾虎鱼亚目鰕虎鱼科的其中一種。

## 分布
本魚分布於西太平洋區，包括臺灣、韓國、可可群島、菲律賓、印尼、澳洲、關島、薩摩亞群島、斐濟、密克羅尼西亞、帛琉、日本、馬紹爾群島、新喀里多尼亞、東加、越南等海域。

## 深度
水深2至20公尺。

## 特徵
本魚體略呈圓柱狀，稍側扁；眼略突出，腹鰭癒合成吸盤。魚體棕紅色，佈滿褐色斑點，背鰭硬棘5至7枚；背鰭軟條8至10枚；臀鰭硬棘1枚；臀鰭軟條8至9枚，體長可達3公分。

## 生態
本魚在礁岩或珊瑚礁外為的沙地掘洞居住，以寬大胸鰭支撐趴在沙地上棲息，不會離開洞穴太遠。屬肉食性，以小型底棲無脊椎動物為食。

## 經濟利用
可當作觀賞魚。